# An Nanba
An Nanba (en japonés: 南波杏; romanizado: Nanba An) (Tokio, 7 de marzo de 1984) es una actriz, AV Idol y gravure idol japonesa.

## Vida y carrera

### Debut como AV Idol y labor en Moodyz
Nació en Tokio en marzo de 1984. Comenzó a trabajar en la industria audiovisual por su iniciativa propia, sin ser explorada previamente por un cazatalentos de la misma. Había hecho varios trabajos como modelo de huecograbado (gravure idol) para la revista Bejean. Su primer vídeo audiovisual fue Number 1!, lanzado en octubre de 2002 por el estudio Moodyz, cuando tenía 18 años.
Su contrato con Moodyz fue exclusivo y se le atribuyó ser una fuerza impulsora del éxito de ese estudio. Continuó haciendo películas con Moodyz durante el resto de su carrera a razón de uno o dos videos por mes. Aunque se inició en el trabajo audiovisual por el dinero para pagar deudas, dice que se quedó porque "me di cuenta de que mi trabajo se convirtió en algo de sustancia".
Ocasionalmente también hizo videos no audiovisuales: su título de huecograbado no sexual para Shuffle, Naked / An Nanba, lanzado en julio de 2003, se filmó en Okinawa. Moodyz era un estudio conocido por sus videos extremos y Nanba participó en los diversos géneros porno populares en el estudio: bukkake, sexo anal, bondage, interracial, squirting y violación simulada. Los videos le pasaron factura a Nanba, informando que llegó a derrumbarse de agotamiento y tuvo que tomarse un descanso.
Nanba fue la actriz más celebrada en Moodyz durante su larga carrera en el estudio; recibió el premio a la mejor actriz en los premios Moodyz tres años consecutivos, en 2003, 2004 y 2005. Sus videos de 2003 Digital Mosaic Vol. 11 y Dream School 7 respectivamente ganaron el premio máximo Moodyz Award y el Best Sales Award ese año; su trabajo de 2004 Bukkake Nakadashi Anal Fuck recibió un premio especial.

### Carrera profesional
En octubre de 2005, tras más de 50 videos originales con Moodyz, Nanba comenzó a aparecer por primera vez en videos para otros estudios AV, comenzando con las empresas Opera y Cross. También trabajó con Attackers, un estudio especializado en BDSM y géneros de violación simulada. Nanba legó a ser llamada la "Hardcore Queen" Nanba declaró su dedicación a su profesión: "Haré todo lo posible para llevar a los fans las mejores películas".
En 2006 Nanba recibió uno de los premios a la Mejor actriz a la excelencia en el AV Actress Grand Prix.
En 2006 y 2007, Nanba también protagonizó una serie de producciones eróticas de softcore en V-Cinema. En mayo de 2006, fue objeto de un documental junto con otras tres actrices AV. El DVD, under girl puraido to honne to eibui joyū, fue dirigido por Kazuyuki Watanabe y publicado por Orustak Pictures. Nanba también apareció en televisión, en TV Asahi, apareciendo en el dorama drama-criminal Tokumei Kakarichō Tadano Hitoshi, en su episodio 31 de la tercera temporada.

### Retiro
El retiró de Nanba llevó al estudio Moodyz al desarrollo del llamado "Ann-Project". Filmó una serie de 8 videos para 8 estudios diferentes durante un período de varias semanas a partir de finales de 2007. Los estudios involucrados incluyeron S1 No. 1 Style, IdeaPocket y Animaljo, compañías con las que no había trabajado anteriormente. Los videos fueron lanzados a partir del 1 de febrero de 2008, siendo el último una película de realidad virtual para Moodyz, My Eternal Girlfriend, An Nanba, que se estrenó el 1 de marzo. Su proyecto de retirada ("jubilación" en la jerga) también incluyó un libro conmemorativo y un DVD que además sirvió para presentar a la nueva generación de actrices de Moodyz.
Cuando el principal distribuidor japonés de videos para adultos, DMM, realizó una encuesta a sus clientes en 2012 para elegir a las 100 mejores actrices audiovisuales de todos los tiempos para celebrar el 30 aniversario de los videos para adultos en Japón, Nanba terminó en el undécimo lugar.

### Carrera en los videojuegos
Descrita como "la actriz de video para adultos más geek de Japón", Nanba era una apasionada fanática de los videojuegos, como destacó en varias entrevistas, donde declaraba poseer varias consolas (PS2, PS3, PSP, Xbox 360, Nintendo Wii o Nintendo DS) y ser sus juegos favoritos Ninety-Nine Nights, Final Fantasy XII, Dragon Quest IV y Wii Fit. Nanba también tenía su propio blog de juegos en Beside Games, un sitio que presentaba a celebridades japonesas muy conocidas que hablan sobre videojuegos.
El interés de Nanba en los videojuegos también se extendió al otro lado de la consola de juegos con el lanzamiento el 21 de julio de 2006 de An Nanba Cosplay Yakyuken de Gebet. Este video y juego de PSP en formato UMD de dos horas presentaba a Nanba en un juego de "yakyuken", una versión del juego clásico piedra, papel o tijera. En esta variante, si el jugador ganaba la ronda, Nanba se quitaba una prenda de vestir.
Este formato se repitió en el mes de diciembre con el lanzamiento de All Star Yakyuken Battle, donde Nanba se unió a otras AV Idols como Akiho Yoshizawa, Kaho Kasumi, Kaede Matsushima, Mihiro Taniguchi, Ran Asakawa, Rei Amami, Sora Aoi y Yua Aida. El juego y el video fueron lanzados para PSP y en Blu-ray para PS3.